# Donát Szivacski
Donát Szivacski (Seghedino, 18 gennaio 1997) è un calciatore ungherese, centrocampista del Szentlőrinci.

## Caratteristiche tecniche
È un trequartista.

## Carriera

### Club
Cresciuto nelle giovanili del Kecskemét, ha esordito in prima squadra il 2 agosto 2014 in occasione del match di campionato perso 1-0 contro l'Haladás.

### Nazionale
Ha giocato nelle nazionali giovanili ungheresi Under-19 ed Under-21.

## Palmarès

### Club

#### Competizioni nazionali
- Nemzeti Bajnokság II: 1

Vasas: 2021-2022